# Most Dmowskiego
Most Romana Dmowskiego – pierwsza wybudowana od nowa po II wojnie światowej przeprawa mostowa we Wrocławiu, oddana do eksploatacji w 1994 (most północny został oddany jako pierwszy 4 czerwca 1992 roku). Łączy Kępę Mieszczańską przez Odrę Południową z zachodnią częścią miasta i jest fragmentem dwupasmowej na tym odcinku arterii biegnącej z centrum w kierunku Zielonej Góry. Most składa się z trzech równoległych mostów: dwóch drogowych o szerokości 12 metrów i znajdującego się pomiędzy nimi tramwajowego szerokości 7,5 metra. Mosty te są dwuprzęsłowe (rozpiętości 81 i 45 metrów).
Projektantem mostu był Zygmunt Burski. Patronem mostu jest Roman Dmowski, endecki polityk dwudziestolecia międzywojennego.
Pomiędzy mostami oraz w ciągu dojazdowych ulic Długiej i Romana Dmowskiego przewidziano rezerwę pod nową trasę tramwajową w kierunku Popowic (jej budowa ruszyła w maju 2019 roku). Konieczne było jednak wzmocnienie konstrukcji mostu tramwajowego, bowiem w fazie projektowania i realizacji w latach 90. XX wieku ówczesne tramwaje były lżejsze od tych, które jeżdżą w latach 20. XXI wieku. Prace te zakończono wiosną 2023 roku i w kwietniu przeprowadzone zostały statyczne i dynamiczne testy obciążeniowe; przebiegły one pomyślnie, wobec czego przewiduje się, że od maja 2023 r. rozpocznie się regularne kursowanie tramwajów trasą przez ten most.